# Marian
Marian ist ein im Deutschen, Polnischen, Rumänischen und Slowakischen männlicher, im Englischen auch und heute vorwiegend weiblich gebrauchter Vorname, außerdem ein Familienname.

## Herkunft und Bedeutung
Als männlicher ist der Name entlehnt aus lateinisch Marianus, einer Ableitung aus dem römischen Gentilnamen Marius, die auch als Cognomen getragen wurde und „zu Marius gehörig“ bedeutete, sich im Christentum dann mit dem aus dem Namen Maria abgeleiteten Adjektiv marianus überkreuzte und hierdurch die sekundäre Bedeutung „zu Maria (der Mutter Jesu) gehörig“ annahm (siehe Hauptartikel Marianus). Die weibliche lateinische Nebenform war Mariana. In die romanischen Sprachen wurde der Name mit geschlechtseindeutigen Endungen (französisch m. Marian, w. Mariane, it. und span. jeweils m. Mariano, w. Mariana) übertragen, ebenso existiert im Deutschen die weibliche Form Mariane.
Der im Mittelenglischen einsetzende weibliche Gebrauch von Marian (statt Mariane), der auch im Niederländischen auftritt, ist möglicherweise durch die Lautähnlichkeit mit Mary Ann oder Marion entstanden, da für die bekannteste spätmittelalterliche Namensträgerin Maid Marian (auch Maid Marion), die legendäre Geliebte Robin Hoods, vermutet wird, dass im Hintergrund das in der volkstümlichen alt- und mittelfranzösischen Dichtung populäre Namenspaar Robin und Marianne (oder Marion) steht.

## Namenstag
Namenstage sind der 4. Januar, der 24. April, der 22. Dezember und der 3. November.

## Varianten
- Marián
- Marjan
- Mariano, romanische Form
- Marijan
- Maryan
- Mariani
- Marianus

## Namensträger

### Männlicher Vorname
- Marian von Bardowick († 782), deutscher Diakon und Heiliger
- Marian Biskup (1922–2012), polnischer Historiker
- Marian Burchardt (* 1975), deutscher Soziologe
- Marian Cozma (1982–2009), rumänischer Handballspieler
- Marian Czura (* 1939), polnischer Filmemacher und Maler
- Marian David (* 1959), österreichischer Philosoph
- Marian Dora (* um 1970), deutscher Filmemacher
- Marian Fuks (1914–2022), polnischer Berufssoldat und Historiker
- Marian Füssel (* 1973), deutscher Historiker
- Marian Gaborik (* 1982), slowakischer Eishockeyspieler
- Marian Gold (* 1954), deutscher Musiker
- Marian Gołębiewski (1937–2024), polnischer Geistlicher, Erzbischof von Breslau
- Marian Grunden, deutscher Fernsehmoderator
- Marian Heitger (1927–2012), deutscher Erziehungswissenschaftler
- Marian Hossa (* 1979), slowakischer Eishockeyspieler
- Marian Jaworski (1926–2020), römisch-katholischer Erzbischof von Lemberg
- Marian Krzaklewski (* 1950), polnischer Gewerkschaftsführer und Politiker
- Marian Kudera (1923–1944), polnischer Widerstandskämpfer
- Marian Kuprat (* 1990), deutscher Musiker
- Marian Meder  (* 1980), deutscher Schauspieler
- Marian Oprea (* 1982), rumänischer Leichtathlet
- Marian Orlowski (* 1993), deutscher Handballspieler
- Marian Pilot (1936–2024), polnischer Journalist und Schriftsteller
- Marian Przykucki (1924–2009), polnischer Erzbischof von Stettin
- Marian Rejewski (1905–1980), polnischer Mathematiker und Kryptologe
- Marian Seyda (1879–1967), polnischer Journalist und Politiker, Außenminister
- Marian Smoluchowski (1872–1917), polnischer Physiker
- Marian Spychalski (1906–1980), polnischer Politiker
- Marian Tumler (1887–1987), österreichischer Theologe
- Marián Valach (* 1964), slowakischer Fußballspieler

### Weiblicher Vorname
- Maid Marian, mythische Figur, Braut von Robin Hood

- Marian Anderson (1897–1993), US-amerikanische Opernsängerin (Alt)
- Marian Bergeron (1918–2002), US-amerikanische Schönheitskönigin
- Marian Engel (1933–1985), kanadische Schriftstellerin
- Marian Hussein (* 1986), norwegische Politikerin
- Marian Keyes (* 1963), irische Schriftstellerin
- Marian McPartland (1918–2013), US-amerikanische Jazzmusikerin
- Marian Saastad Ottesen (* 1975), norwegische Schauspielerin
- Marian Rosenfeld (* 1968), Schweizer Pianistin
- Marian Seldes (1928–2014), US-amerikanische Schauspielerin
- Marian van de Wal (* 1970), niederländisch-andorranische Sängerin
- Marian Zazeela (1940–2024), US-amerikanische bildende Künstlerin

### Familienname
- Bazil Marian (1922–2008), rumänischer Fußballspieler und -trainer
- Charlotte Marian (* 1937), deutsche Schlagersängerin
- Edwin Marian (1928–2018), deutscher Regisseur, Autor und Schauspieler
- Ferdinand Marian (Sänger) (eigentlich Ferdinand Haschkowetz, auch Ferdinand Haschowetz; 1859–1942), österreichischer Opernsänger (Bass)
- Ferdinand Marian (Schauspieler) (eigentlich Ferdinand Haschkowetz, auch Ferdinand Haschowetz; 1902–1946), österreichischer Schauspieler
- Friedrich Marian (1817–1869), böhmischer Chemiker
- Johannes Marian (* 1962), österreichischer Pianist und Hochschullehrer für Klavier
- Lara Marian (* 1987), deutsche Schauspielerin
- Michèle Marian (* 1963), deutsche Schauspielerin
- Nèle Marian (1906–2005), kongolesisch-belgische Schriftstellerin, Dichterin und Journalistin
- Radu Marian (* 1977), rumänisch-moldawischer Sopranist
- Teodor Marian (1904–?), rumänischer Rugbyspieler

### Sonstiges
- Marian Cove, Bucht von King George Island im Archipel der Südlichen Shetlandinseln, Antarktis
- Lake Marian, Gebirgssee in der Region Southland, Neuseeland
- Lake Marian Falls, Wasserfälle in der Region Southland, Neuseeland